# Kviksølv
Kviksølv er et grundstof med kemisk symbol Hg (af det græske navn hydrargyrum, der betyder "vandsølv" eller "flydende sølv") og atomnummer 80 i det periodiske system. Under normale tryk- og temperaturforhold optræder dette overgangsmetal som et tungt, flydende og sølvskinnende metal. Kviksølv er det ene af to grundstoffer (det andet er brom) og det eneste metalliske grundstof, der forekommer i sin flydende form under disse betingelser, skønt andre metaller som cæsium, gallium og rubidium smelter umiddelbart over stuetemperatur.
Kviksølv forekommer i naturen hovedsageligt som del af mineralet cinnober (kviksølvsulfid, HgS). Det røde pigment vermilion fremstilles ved knusning af naturligt cinnober eller syntetisk kviksølvsulfid.
Kviksølv anvendes i termometre, barometre, manometre, blodtryksmålere, svømmerventiler, kviksølvrelæer, fluorescenslamper og andre apparater, men på grund af sin giftighed er stoffets anvendelse i termometre blevet kraftigt reduceret i kliniske miljøer og erstattet af alternativer som alkohol- eller galinstan-fyldte termometre, termistor-termometre eller infrarøde termometre. Kviksølvbaserede blodtryksmålere er ligeledes blevet erstattet af alternativer, der benytter mekanisk tryk eller elektronisk belastning. Kviksølv anvendes dog fortsat i videnskabelig forskning og i amalgam til tandfyldninger. Når en elektrisk strøm ledes igennem kviksølvdampe i en fluorescenslampe, udsendes der kortbølget ultraviolet (UV) lys, som får fosforet i røret til at udsende synligt lys ved fluorescens.
Kviksølvforgiftning kan ske som følge af udsættelse for vandopløselige kviksølvforbindelser (f.eks. kviksølvklorid, HgCl2, eller methylkviksølv, CH3HgX, hvor X betegner en anion), ved indånding af kviksølvdampe eller indtagelse af en hvilken som helst form for kviksølv eller kviksølvforbindelse. Kviksølv optages gennem fødekæden i små mængder. Danskernes forurening med kviksølv bedømmes dog ikke at være farlig.
Vi har dog et par generationsforureninger med Hg, ved Cheminova og Grindsted. 

## Egenskaber
Kviksølv og brom er de eneste grundstoffer der er flydende under standardtryk og -temperatur, dvs. 1 atmosfæres tryk og 20 grader Celsius. Fire andre metaller smelter ved temperaturer ikke så langt fra stuetemperatur; det er cæsium, francium, gallium og rubidium.
Når det opvarmes, reagerer kviksølv med den atmosfæriske lufts indhold af ilt og danner kviksølvoxid: Varmes dette stof yderligere op, dekomponerer dette stof og bliver til kviksølv og ilt igen.
Da kviksølv står "under" brint i spændingsrækken, reagerer det med de færreste syrer. Undtagelserne er koncentreret svovlsyre (hvormed der dannes kviksølvsulfat) og salpetersyre (som danner kviksølvnitrat) samt kongevand (under dannelse af kviksølvklorid). Ligesom sølv kan "anløbes" af svovlbrinte, reagerer kviksølv også med denne gas, men også rent, fast svovl i flager kan reagere med kviksølv – dette udnyttes sammen med aktivt kulstøv og pulveriseret zink som "rengøringsmidler" til spildt kviksølv.
Såvel rent kviksølv som de fleste kemiske forbindelser der indeholder kviksølv, er giftige – især organiske kviksølvforbindelser som metylkviksølv og dimetylkviksølv. Af den grund træffer man sikkerhedsforanstaltninger mod især dampe når man transporterer og arbejder med kviksølv og dets forbindelser.
Kviksølv opløses og danner et amalgam med andre metaller det måtte komme i kontakt med, herunder guld og zink og især aluminium: Rent aluminium danner et ganske tyndt lag lufttæt aluminiumoxid på overfladen, som beskytter resten af metallet mod iltning, og mod kviksølv. Men så snart kviksølvet finder et hul eller en ridse i oxidlaget, danner det et kviksølv-aluminium-amalgam: Når aluminium nær dette amalgams overflade danner aluminiumoxid ved mødet med luftens ilt, skaller oxidet af i små flager, mens kviksølvet bliver hvor det er, og kan danne mere amalgam. På den måde kan en lille mængde kviksølv "æde" sig igennem store stykker aluminium. Denne proces er især et sikkerhedsproblem i luftfarten, hvor transport af kviksølv normalt er forbudt fordi de fleste fly for en stor dels vedkommende er bygget af aluminium.
Jern er en undtagelse, som kviksølv ikke kan danne amalgam med; af den grund har man traditionelt brugt jernbeholdere ved handel med og transport af kviksølv.

## Tekniske anvendelser
Kviksølv bruges til en lang række formål, og har været anvendt til endnu flere før i tiden – stoffets giftighed er en relativ ny erkendelse, og man har siden bestræbt sig på at udfase brugen af kviksølv.
På grund af dets lave damptryk og næsten lineære varmeudvidelse er kviksølv længe blevet brugt i forskellige termometre, barometre, blodtryksmålere og andre måleinstrumenter, hvor en væske skal "fungere" under varierende tryk, uden at fordampe.
Dampe af kviksølv bruges i en række specielle "radiorør", herunder ignitroner, thyratroner og kviksølvensrettere. Ligeledes indeholder lysstofrør og visse neonrør kviksølvdampe, som i disse sammenhænge udsender blåt og ultraviolet lys. I argon-holdige udladningsrør bruges ligeledes en smule kviksølv; her hjælper stoffet argon-gassen med at ionisere og lyse jævnt.
Det flydende og skinnende blanke metal bruges også som flydende spejl til teleskoper: Sådanne spejle består af en roterende "skål" med kviksølv, hvor centripetalkraften giver overfladen en noget nær perfekt parabol-facon, til en 100-del af prisen for et "fast" spejl. Ulempen er at et sådan spejl kun kan peges i én retning; lodret opad.
Kviksølv blev tidligere brugt som kølevæske i kernereaktorer, men fordi dette tunge stof kræver meget energi at pumpe rundt i kølesystemet, overvejer man at bruge natrium i stedet. Til gengæld er kviksølv foreslået anvendt i kølesystemet i rumfartøjer.
Kviksølv har også været brugt som "drivmiddel" i tidlige ionmotorer: Her er blandt andet stoffets høje molmasse og lave ioniseringsenergi en fordel. Til gengæld er kviksølvs giftighed og miljøskadelige egenskaber en ulempe under test og udvikling af sådanne motorer. NASA opsendte de to første fartøjer med sådanne motorer, SERT-1 og SERT-2 i henholdsvis 1964 og 1970.
Kviksølv bruges i elektrokemien som del af en sekundær referenceelektrode kaldet en kalomelelektrode: Denne bruges til bestemmelse af det elektriske potential af halvceller. Indenfor elektronikken udnyttes det flydende, elektrisk ledende metal i kviksølvkontakter, hvori en lille dråbe kviksølv slutter kontakten mellem to elektroder hvis komponenten vippes i en bestemt retning i forhold til tyngdekraften.
En gigantisk kviksølvforurening truer flere områder i verden som følge af udvinding af guld ved hjælp af kviksølv. Det gælder filippinske guldgravere, der udleder mellem 200 og 500 ton kviksølv i naturen årligt ved småskala-minedrift.

## Medicinsk anvendelse
Kviksølv er blevet anvendt til medicinsk behandling af spedalskhed og syfilis i Danmark siden middelalderen og i amalgam til tandfyldninger.

## Forekomst og udvinding
Kviksølv er ekstremt sjældent, idet hver ton jordskorpe-materiale i gennemsnit blot indeholder 0,08 gram kviksølv. Men da kviksølv ikke er særlig reaktivt overfor jordskorpens primære bestanddele, kan man finde forekomster med forbløffende højt kviksølvindhold; de bedste kviksølvmalme indeholder op til 2,5 masseprocent, og selv de "magreste" malme der udnyttes indeholder mindst 0,1%; eller 12.000 gange så meget som jordskorpens gennemsnitsindhold.
I sjældne tilfælde indeholder naturlige forekomster rent, flydende metal, men som oftest er det kemisk bundet i forskellige mineraler, først og fremmest cinnober men også corderoit og livingstonit med flere. Metallet udvindes ved at opvarme cinnober (HgS) i en luftstrøm, og kondensere kviksølvdampe der derved dannes.
I 2005 var Kina verdens største kviksølvproducent, med nær ved to tredjedele af verdensproduktionen, med Kirgisistan på en andenplads. Hertil menes en lang række andre lande at producere mindre mængder kviksølv, blandt andet som biprodukt af udvindingen af kobber.

## Historie
Mennesket har kendt til kviksølv siden førhistorisk tid, og er beskrevet af Aristoteles, Plinius den Ældre og flere andre antikke kilder. I oldtidens Grækenland, det gamle Egypten og Romerriget brugte man kviksølv i blandt andet kosmetik, og omkring 500 f.Kr. lavede man amalgamer med kviksølv.
Alkymien så kviksølv som en slags "basismateriale" for alle andre metaller, og at disse andre metaller, specielt guld, kunne fremstilles ud fra kviksølv med forskellige mængder og kvaliteter af svovl. Alkymisternes store drøm var at kunne omdanne mindre ædle metaller til guld.
I 1563 fandt man store forekomster af kviksølv i Huancavelica-regionen i Peru, og siden da er udvundet mere end 100.000 tons, og kviksølv herfra spillede en afgørende rolle for sølvproduktionen i de spanske kolonier i Latinamerika. Mange andre store forekomster, blandt andet i Italien, USA og Mexico, som tidligere stod for en stor del af produktionen, er blevet udtømt. I andre tilfælde i Spanien og Slovenien har lave priser på kviksølv gjort udvindingen urentabel og dermed lukket for produktionen.
Fænomenet superledning blev første gang observeret i kviksølv: I 1911 opdagede den hollandske fysiker Heike Kamerlingh Onnes at stoffets resistans helt forsvinder ved temperaturer under 4,2 kelvin, eller −268,9 °C.

## Isotoper af kviksølv
Naturligt forekommende kviksølv består af seks stabile isotoper; 202Hg (den mest udbredte med 29,86%), 200Hg, 199Hg, 201Hg, 198Hg, og 204Hg, og dertil 196Hg, som "på papiret" er radioaktiv, men har så lang en halveringstid at den i praksis kan regnes for at være stabil. Hertil kendes 33 "egentlig" radioaktive isotoper, hvor 194Hg skiller sig ud med en halveringstid på 444 år, mens de øvrige isotopers halveringstider ligger på 10,53 minutter og mindre.